# روز افتخار ایران
روز افتخار ایران (انگلیسی: IranPride Day) یک رویداد غیررسمی سالیانه است که در اوّلین جمعه مرداد هر سال برگزار می‌شود و در آن حامیان حقوق دگرباشان ایران شامل همجنس‌گرایان مرد و همجنسگرایان زن و تراجنسیتی‌ها و بیناجنسی‌ها و دگرباش ایران این روز را گرامی می‌دارند. این روز به صورت رسمی در تقویم به ثبت نرسیده‌است.